# 塩化酸化ビスマス
塩化酸化ビスマス（えんかさんかびすます、英: bismuth oxychloride）はビスマスの化合物。別称オキシ塩化ビスマス。

## 生成
例えば、ビスマス塩化物と水を反応させる。
{\displaystyle {\ce {BiCl3 + H2O -> BiOCl + 2HCl}}}
あるいは、400℃で酸化カドミウムと反応させる。
{\displaystyle {\ce {BiCl3 + CdO -> BiOCl + CdCl2}}}

## 用途
パール塗料の顔料や化粧品などに使用される。